# Kaoru Wada
Kaoru Wada (Japans: 和田 薫, Wada Kaoru) (Shimonoseki, 5 mei 1962) is een Japans componist en dirigent.

## Levensloop
Al op 17-jarige leeftijd studeerde hij autodidactisch compositie, harmonieleer en andere theoretische vakken. Vanaf 1981 studeerde hij aan het Tokyo College of Music, Composition Department, Ikebukuro, Tokio bij Akira Ifukube, Sei Ikeno en Reiko Arima in vak compositie en bij Yasuhiko Shiozawa orkestdirectie. Tijdens zijn studie won hij al de 30th Anniversary Memorial Competition van de Japan Maritime Self-Defense Force Band, Tokio met zijn werk "Dozokuteki-Bukyoku [Folkloric Dance Music] for Symphonic Wind Ensemble" en eveneens won hij de Japan Symphony Foundation Award. Nadat hij aan het Tokyo College of Music gradueerde ging hij naar Europa omdat hij het muziekleven daar wilde leren kennen. 
Hij was voornamelijk in Amsterdam. In 1986 ging zijn "Three Fragments for Orchestra" met het Noordhollands Philharmonisch Orkest met succes in première en werd in het volgende jaar door het Concertgebouworkest, Amsterdam uitgevoerd en ook het Nederlands Philharmonisch Orkest nam het werk op in zijn programma. 
In 1987 won zijn werk "Aikake for Flute, Harp and Percussion" de International Contemporary Music Composer Competition Award in New York. Zijn "Folkloric Dance Suite for Orchestra" ging in 1988 door het Malmö Symphony Orchestra (MSO) in Zweden in première. 
Na zijn terugkeer naar Japan schreef hij ook filmmuziek en muziek voor televisieseries van TV-Asahi en NHK. Ook voor traditionele Japanse instrumenten heeft hij gecomponeerd. In november 2003 werd in de Suntory Hall in Tokio door het Japan Philharmonic Orchestra een programma met uitsluitend werken van hem onder de titel The World of Kaoru Wada uitgevoerd.

## Composities

### Werken voor orkest
- 1985 Metamorphic Movement
- 1986 Three Fragments for Orchestra
- 1987 Folkloric Dance Suite for Orchestra
  1. Hayashi
  2. Magouta
  3. Odori
  4. Oiwake (attacca)
  5. Dozokuteki-Bukyoku
- 1993 Interesting Orchestral Overture
- 1995 Triptych
- 1995 Symphonic Poem sequence "Tenchijin Kyuusyuu"
- 1996 Flying Heaven
- 1998 Sea Symphony
- Forze del Male
- March Caprice voor piano en orkest
- Symphony, voor orgel en orkest
- Symphonic Suite from "Actraiser"

### Werken voor harmonieorkest
- 1989 Dozokuteki-Bukyoku - Folkloric Dance Music for Symphonic Wind Ensemble
- Aoto, impressies voor harmonieorkest

### Kamermuziek
- 1987 Aikake, voor fluit, harp en slagwerk
- 2000 Marimba Concertino “The WAVE”, voor solo marimba en 4 slagwerkers

### Werken voor traditionele Japanse instrumenten
- Rakuichi-Nanaza, voor Yokobue, Percussion en Shinobue

### Filmmuziek
- 1991 Sazan aizu - 3 × 3 Eyes
- 1993 Kishin Heidan
- 1993 Gunnm - Battle Angel (OAV)
- 1993 Gall's Theme
- 1993 Silent Möbius gaiden: Bakumatsu Anbu shimatsu ki
- 1993 Jûbei ninpûchô
- 1993/1995 Ninja Scroll
- 1994 The Cockpit
- 1994 Chushingura gaiden yotsuya kaidan - (Crest of Betrayal)
- 1995 3 × 3 Eyes II
- 1996 Gegege no Kitarô
- 1997 June Pride
- 1998 Lodoss to Senki: Eiyuu kishi den
- 1998 Hana no oedo no Tsuribaka Nisshi
- 1999 Harlock Saga: Nibelung no yubiwa "Rhein no ôgon"
- 1999 To Heart
- 2000 Inuyasha
- 2000 Gakkô no kaidan - (Ghost Stories)
- 2001 Kikaidâ Zero Wan: The Animation
- 2001 Inuyasha - Toki wo koeru omoi - (Affections Touching Across Time)
- 2002 Mr. Rookie
- 2002 Inuyasha - Kagami no naka no mugenjou - (The Castle Beyond the Looking Glass)
- 2003 Gilgamesh'
- 2003 Inuyasha - Tenka hadou no ken
- 2004 Beast of East
- 2004 Samurai 7
- 2004 Inuyasha - Guren no houraijima
- Dragon Quest, Crest of Roto
- Ijiwaru Baasan
- Inuyasha Meguri Au Mae no Unmei Koiuta
- InuYasha the Movie 3: Swords of an Honorable Ruler
- Inuyasha the Movie 4: Fire on the Mystic Island
- Meikyoku Album televisieserie
- Minna-no-Doyo televisieserie
- The Untitled Concert televisieserie

- Biblioteca Nacional de España: XX1175114
- Bibliothèque nationale de France: cb13938094v (data)
- CiNii: DA14435442
- Gemeinsame Normdatei: 135220491
- International Standard Name Identifier: 0000 0000 8187 448X
- Library of Congress Control Number: no96023232
- MusicBrainz: 9df481a9-04b5-4dd7-ae85-39a6bebd9f60
- Bibliotheek van het Japanse parlement: 00948006
- Nationale Bibliotheek van Israël: 987007327685305171
- Système universitaire de documentation: 159073588
- Virtual International Authority File: 118368575
- WorldCat: E39PBJvxxgW3DRFgmDRvpQdmh3